# Мосфилм
„Мосфилм“ (на руски: „Мосфильм“) е най-голямата руска и съветска кинокомпания и сред най-големите кинокомпании в света. Намира се в Русия, Москва, на едноименната Мосфилмовска улица.
Създадена е през ноември 1920 година на основата на 2 национализирани кинофабрики. В началото се нарича „Москинокомбинат“. Днешното си наименование получава през 1935 г.
Логото на киностудиото е скулптурата „Работник и колхозничка“ на Вера Мухина, която за първи път се появява като такава във филма „Пролет“ („Весна“) през 1947 година. Оттогава филмите на „Мосфилм“ започват със заставка, изобразяваща скулптурата „Работник и колхозничка“ на фона на Спаската кула (най-известната, с 4 стенни часовника) на Московския кремъл.
По време на съветската власт в „Мосфилм“ са заснети над 2500 филма, много от които влизат в златния фонд на световното киноизкуство и получават международни награди на кинофестивали.
Компанията е държавна собственост. Освен с производство на филми се занимава и с дублиране на чуждестранни филми.

## Известни филми
- 1. Государственный чиновник (1930)
- 2. Небо Москвы (1944)
- 3. Стачката (1924)
- 4. Хозяйн тайги (1968)
- 5. Пятьдесят на пятьдесят (1972)
- 6. Отец Сергий (1978)
- 7. Приказката на цар Салтан (1966)
- 8. Моята улица (1970)
- 9. Красная площадь (1970)
- 10. Броненосец „Потёмкин“ (1925)
- 11. 2 дня тревоги (1973)
- 12. Морской охотник (1954)
- 13. Василий Суриков (1959)
- 14. Ищу свою судьбу (1974)
- 15. Зори Парижа (1936)
- 16. Каток и скрипка (1960)
- 17. Как он лгал её мужу (1956)
- 18. Октябрь (1927)
- 19. Бей, барабан! (1962)
- 20. Магията на зърното (1941)
- 21. Серёжа (1960)
- 22. Дым в лесу (1955)
- 23. Шофьори на трактори (1939)
- 24. Сотрудник ЧК (1963)
- 25. Бялото слънце на пустинята (1970)
- 26. Мачеха (1973)
- 27. Посол Советского Союза (1969)
- 28. Поезд в завтрашний день (1970)
- 29. Стряпуха (1965)
- 30. Крушение эмирата (1955)
- 31. Воскресенье (1960)
- 32. Первая перчатка (1946)
- 33. Старши момче (1958)
- 34. Ленин в Октябре (1937)
- 35. Карнавальная ночь (1956)
- 36. Жених с того света (1958)
- 37. Телеграмма (1971)
- 38. Каменна цветя (1946)
- 39. Сибирячка (1972)
- 40. Силен мацка (1967)
- 41. Анна Каренина (1967)
- 42. Чёрт с портфеем (1966)
- 43. Девушка без адреса (1957)
- 44. Калина красная (1974)
- 45. Над Тиссой (1958)
- 46. Поезд идёт на Восток (1947)
- 47. Асса (1987)
- 48. Аз се разхождам из Москва (1963)
- 49. Зелена светлина (1964)
- 50. Детството на Иван (1962)
- 51. Битва в пути (1961)
- 52. Доброе утро (1955)
- 53. Женитба Бальзаминова (1964)
- 54. Три дня в Москве (1974)
- 55. Весёлые ребята (1934)
- 56. За витриной универмага (1955)
- 57. Садко (1952)
- 58. Аэроград (1935)
- 59. Летят журавли (1957)
- 60. Напълно сериозно (1961)
- 61. Андрей Рубльов (1966)
- 62. Белоруската гара (1970)
- 63. Счастливый рейс (1949)
- 64. 7 няньек (1962)
- 65. Близнаци (1945)
- 66. Дело „пестрых“ (1958)
- 67. Неподдаващите (1959)
- 68. Гори, гори звезда моя (1969)
- 69. Цирк (1936)
- 70. Дело N°302 (1956)
- 71. Ленин в 1918 году (1939)
- 72. Въртележка (1970)
- 73. Чичерин (1986)
- 74. Выстрел в тумане (1963)
- 75. За мен, Мухтар (1964)
- 76. Тридцать три (1965)
- 77. Необыкновенное лето (1957)
- 78. Человек ниоткуда (1961)
- 79. Червената плат (1961)
- 80. Самогонщики (1961)
- 81. Кремлевские курсанты
- 82. Хусарската балада (1962)
- 83. Любовь за любовь (1983)
- 84. Солнце светит всем (1959)
- 85. Волга-Волга (1938)
- 86. Не горюй! (1969)
- 87. Случай на шахте 8 (1957)
- 88. Укрощение строптивой (1961)
- 89. В 6 часов после войны (1944)
- 90. Невероятните отмъстители (1967)
- 91. Рассказы о Ленине (1957)
- 92. Колония Ланфиер (1969)
- 93. Дайте книгата за жалби (1965)
- 94. Соколово (1974)
- 95. Эта веселая планета (1973)
- 96. Жизнь прекрасна (1980)
- 97. Александр Невский (1938)
- 98. Операция „Ы“ и други приключения на Шурик (1965)
- 99. Судьба человека (1959)
- 100. Казаци (1961)
- 101. Девушка с характером (1939)
- 102. Случаят в моя 8 (1957)
- 103. Иван Грозный (1944 – 1945)
- 104. Не хочу быть взрослым (1982)
- 105. Свадьба с приданным (1953)
- 106. Берегись автомобиля (1966)
- 107. Песня о Кольцове (1959)
- 108. Извъртане (1978)
- 109. Далеко от Москвы (1950)
- 110. Последние каникулы (1969)
- 111. Спокойный день в конце войны (1970)
- 112. Мужики!.. (1982)
- 113. Весна (1947)
- 114. Алёшкина любовь (1960)
- 115. Человек на своём месте (1972)
- 116. Всё начинается с дороги (1959)
- 117. Падение Берлина (1949)
- 118. Пази се от автомобила (1966)
- 119. Трактир на Пятницкой (1977)
- 120. Сотрудник ЧК (1963)
- 121. Необыкновенное лето (1957)
- 122. Оптимистичная трагедия (1963)
- 123. Мичман Панин (1960)
- 124. Высота (1957)
- 125. Ленин в Польше (1965)
- 126. Взрослые дети (1961)
- 127. Возмездие (1967)
- 128. Встреча на Эльбе (1949)
- 129. Беспокойное хозяйство (1946)
- 130. Кавказка пленница (1966)
- 131. Морской характер (1970)
- 132. Каратель (1969)
- 133. Секретная миссия (1950)
- 134. Афоня (1975)
- 135. Кубанские казаки (1949)
- 136. Солярис (1972)
- 137. Зелёный огонёк (1964)
- 138. Новите приключения на неуловимите (1968)
- 139. Пятьдесят на пятьдесят (1972)
- 140. Анна Каренина (1967)
- 141. Три сестры (1964)
- 142. Золотой телёнок (1968)
- 143. Стряпуха (1965)
- 144. Казнены на рассвете (1964)
- 145. Зигзаг удачи (1968)
- 146. Ты мне, – я тебе (1976)
- 147. Белые ночи (1959)
- 148. Девчата (1961)
- 149.
- 150. Сестра музыканта (1970)
- 151. Бей, барабан! (1962)
- 152. Романс о влюблённых (1974)
- 153. Тишина (1964)
- 154. Добре дошли, или Вход за външни лица – забранен (1964)
- 155. Подкидыш (1939)
- 156. Диамантената ръка (1968)
- 157. Розыгрыш (1976)
- 158. Под крышами Монмарта (1975)
- 159. Мы из джаза (1983)
- 160. Война и мир (1965 – 1967)
- 161. Чисто английское убийство (1975)
- 162. Тени исчезают в полдень (1971)
- 163. Валентина (1981)
- 164. Здравствуй, Москва! (1945)
- 165. Тайна „чёрных дроздов“ (1983)
- 166. Председатель (1964)
- 167. Женщина которая поёт (1978)
- 168. Самая обаятельная и привлекательная (1985)
- 169. Скорый поезд (1988)
- 170. Суета сует (1979)